# Хаст, Яков Соломонович
Я́ков Соломо́нович Хаст (10 ноября 1873, Бердянск, Таврическая губерния — 1953, Уфа) — российский и советский художник-портретист.

## Биография
Сын Соломона Ароновича Хаста. Окончив Одесскую художественную школу, в 1892 году уехал во Францию и поступил в Парижскую национальную академию изящных искусств, где обучался у известного живописца и скульптора Жана-Леона Жерома. Является представителем Парижской школы. Дружил с Модильяни, Моне, Шагалом, другими представителями Парижской школы, а также с Репиным. В 1905 году на Всемирной выставке в Бельгии была представлена персональная выставка работ Якова Хаста. За картину «Парижский слуга» был удостоен золотой медали и Гран-при. После 1914 года был вынужден вернуться в Бердянск, где прожил до начала Великой Отечественной войны. Эвакуировался в Уфу, где провёл остаток жизни. Всё это время продолжал творить, также преподавал.

## Творческая деятельность
Главным образом Хаст писал портреты. Среди работ Хаста — портреты Клода Моне («В мансарде»); Надежды Ламановой и её мужа Андрея Каютова; лауреата Сталинской премии, доктора технических наук С. Зорина; академика, Героя Социалистического Труда А. Трофимука, художника А. Лежнева и др. Над входом в небольшой уютный кинотеатр в Уфе многие годы был выставлен выполненный им портрет Александра Матросова.
Также среди работ Хаста немало пейзажей.
В Париже Я. С. Хаст познакомился с выдающимся ученым Луи Пастером. По его заказу выполнил много рисунков для анатомических атласов и статей на медицинские темы.

### Выставки
- В 1898 году работы Я. С. Хаста впервые были представлены в Парижском салоне на Елисейских полях, где впоследствии выставлялись вплоть до 1914 года[3].
- В 1905 году на Всемирной выставке в Бельгии была представлена персональная выставка работ Якова Соломоновича. За картину «Парижский слуга» он был удостоен золотой медали и Гран-при. Многие из выставлявшихся тогда картин были приобретены для частных коллекций, что означало признание художника[3].
- В ноябре 1930 года[4] в только что открытой картинной галерее Бердянска была открыта персональная выставка Якова Хаста, где было представлено около 300 работ[3].
- В 1939 году работы Хаста были представлены на выставке живописи и графики в Днепропетровском художественном музее[5] и вновь — в Бердянской картинной галерее.
- В 1940—1941 годах работы Хаста экспонировались в Запорожье[6].
- В 1941 году в Бердянске[7].
- В 1946 году на выставке «Художники Башкирии» были представлены четыре картины Якова Хаста.
- 21 ноября 2013 года в Художественном музее им. И. И. Бродского открылась выставка, посвященная 140‑летию Якова Хаста[8].

### Работы
В годы Великой Отечественной войны часть работ Якова Соломоновича была вывезена немцами в Германию.
Наибольшее число сохранившихся работ Я.Хаста хранится в Бердянском Художественном музее им. И. И. Бродского. В запасниках музея, по словам директора Марины Николаевны Бучакчийской, находится 636 работ Я. С. Хаста парижского, бердянского и уфимского периодов, отраженных в лицах. По другим данным в 1977 году наследники художника передали в дар Бердянскому художественному музею 659 его работ.
Портрет А. Матросова, висевший в медальоне над входом кинотеатра его имени, ныне находится в запасниках Башкирского Государственного Художественного Музея имени М. В. Нестерова.